# Koninkrijk Württemberg
Het koninkrijk Württemberg (Duits: Königreich Württemberg) was een Duitse staat die bestond van 1806 tot 1918. Het behoorde achtereenvolgens tot de Rijnbond, de Duitse Bond en het Duitse Keizerrijk. Het land werd geregeerd door het huis Württemberg. De hoofdstad was Stuttgart.
Het koninkrijk lag in het zuiden van Duitsland. Afgezien van een aantal kleine exclaves bestond het uit een aaneengesloten grondgebied. Na Pruisen en Beieren was het de grootste staat in het Duitse keizerrijk. De grootste gebergtes van Württemberg waren het Zwarte Woud in het westen en de centraal gelegen Schwäbische Alb, die het land in tweeën verdeelde. De belangrijkste rivier ten noorden van de Schwäbische Alb was de Neckar, het zuidelijke deel van het land lag in het stroomgebied van de Donau. In het zuiden grensde Württemberg aan het Bodenmeer.
Tijdens de napoleontische oorlogen was het keurvorstendom Württemberg aanvankelijk een bondgenoot van Oostenrijk, maar vanaf 1805 koos het de kant van de Franse keizer Napoleon. Met steun van Napoleon trad Württemberg in 1806 uit het Heilige Roomse Rijk. Het land sloot zich aan bij de Rijnbond en werd tot koninkrijk verheven. Tijdens de oorlogen wist Württemberg zijn grondgebied te verdubbelen. In 1815 bevestigde het Congres van Wenen de status van het land en trad het toe tot de Duitse Bond. Op basis van de grondwet van 1819 ontwikkelde Württemberg zich tot een constitutionele monarchie. Tijdens de Oostenrijks-Pruisische Oorlog (1866) streed Württemberg mee aan Oostenrijkse zijde en verloor. De Duitse Bond werd ontbonden en Pruisen richtte de Noord-Duitse Bond op, waar Oostenrijk, Württemberg en de andere Zuid-Duitse staten van werden uitgesloten. Na een toenadering tot Pruisen trad Württemberg in 1871 toe tot het Duitse Keizerrijk. Aan het einde van de Eerste Wereldoorlog, tijdens de Novemberrevolutie van 1918, trad de koning af en werd Württemberg een republiek.

## Geschiedenis
Op 1 januari 1806 nam hertog Frederik II de titel koning Frederik I aan. Hij sloot zich aan bij de Rijnbond. Zijn grondgebied werd uitgebreid en na het Verdrag van Schönbrunn in 1809 kwamen er nog 110.000 onderdanen bij. In ruil hiervoor steunde Frederik Napoleon Bonaparte in zijn campagne tegen Pruisen, Oostenrijk en Rusland. In 1812 stuurde hij 12.000 soldaten naar Rusland voor een veldslag, waarvan er slechts enkele honderden terugkeerden. Na de Slag bij Leipzig (oktober 1813) verliet hij het verliezende leger van de Franse keizer en sloot zich aan bij de geallieerden. Na een verdrag met Metternich in Fulda werd zijn koninklijke titel erkend samen met de nieuw veroverde grondgebieden. In 1815 sloot de koning zich aan bij de Duitse Bond. In 1816 kwam er een crisis nadat de grondwet afgekeurd werd. Frederik stierf rond deze tijd.
Zijn zoon Willem I regeerde van 1816 tot 1864. De nieuwe grondwet kwam er in 1819 en bleef in werking tot 1918. De volgende jaren werd het rustig in het koninkrijk.
De Maartrevolutie van 1848 liet ook Württemberg niet onberoerd, hoewel er geen geweld plaatsvond. De koning moest zijn ministers ontslaan en mensen aanstellen met een liberaal idee, die ook een verenigd Duitsland wilden. Nadat de onrusten over waren, ontsloeg hij zijn nieuwe liberale ministers en nam de oude ministers terug aan.
In juli 1864 volgde Karel zijn vader op en kreeg meteen met grote moeilijkheden te kampen. Willem I had in de strijd tussen Oostenrijk en Pruisen over de Duitse heerschappij steeds de kant van Oostenrijk gekozen en Karel zette dit beleid voort. In 1866 streed hij aan de kant van Oostenrijk mee in de Oostenrijks-Pruisische Oorlog. Pruisen won de oorlog en ze bezetten het noordelijke deel van Württemberg. In augustus 1866 sloten de landen echter vrede en de koning kwam er met een schadeloosstelling van 8.000.000 gulden van af. Er werd een geheim offensief en defensief verdrag gesloten tussen Pruisen en de Zuid-Duitse staten. Op het eind van deze strijd volgde een hernieuwde roep om democratie, maar deze had geen daadwerkelijke resultaten.
Hoewel het land niet Pruisisch gezind was, streed het toch mee aan de zijde van Pruisen in de Frans-Pruisische Oorlog van 1870. De troepen waren erg waardevol in de Slag bij Wœrth en in andere operaties. In 1871 werd Württemberg deel van het nieuwe Duitse Keizerrijk. Het land behield echter de controle over de eigen posterijen, telegrafie en spoorwegen en had enkele privileges wat betreft de belastingen en het leger. Op 6 oktober 1891 overleed koning Karel en hij werd opgevolgd door zijn neef Willem II. Willem had geen mannelijke erfgenamen waardoor zijn katholieke neef Albrecht de troonopvolger werd.

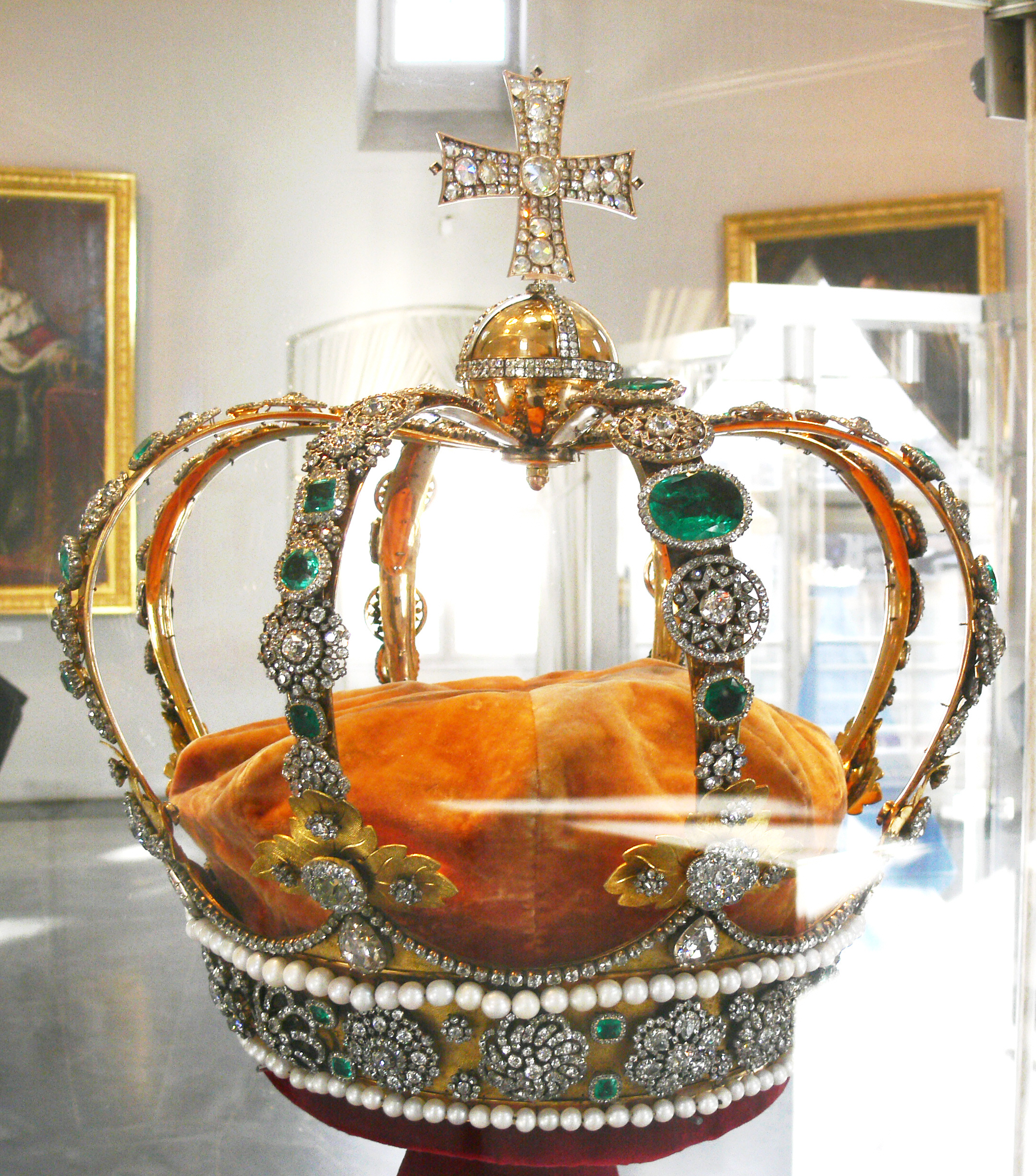
De koninklijke kroon van Württemberg

In 1906 werd onder Willems bewind een grondwetshervorming doorgevoerd. De Tweede Kamer bestond niet meer alleen uit leden van de happy few, maar werd een echte volkskamer; de Eerste Kamer werd uitgebreid met leden van de adel en vertegenwoordigers van kerken, hogescholen, landbouw, industrie, handel en nijverheid. Steden kregen nu in de Tweede Kamer deels een aantal stemmen naar hun aantal inwoners. Hiervoor had elke stad evenveel stemmen, onafhankelijk van het aantal inwoners.
Het uitbreken van de Eerste Wereldoorlog trof de koning zwaar; met tranen in de ogen nam hij afscheid van de troepen in Stuttgart. Onder het volk heerste echter patriottische massahysterie en groot enthousiasme voor de oorlog. Het was duidelijk dat Württemberg bij de oorlog niets te winnen had en koning Willem zag de ontwikkelingen dus op fatalistische wijze aan.
Na de oorlog werd het al snel duidelijk dat de monarchie afgeschaft zou worden en het koninkrijk werd opgevolgd door de vrije volksstaat Württemberg.